# 亞歷山大·申
亞歷山大·琴薩諾維奇·申（羅馬化：Oleksandr Chiensanovych Sin；1961年4月12日—），乌克兰政治家，黨籍地區黨，曾于2010年底至2015年底間担任扎波罗热市长。